# Supercyfry
Supercyfry (ang. Numberjacks, 2006–2009) – brytyjski serial telewizyjny dla dzieci, którego bohaterami są cyfry, rozwiązujące problemy, o których zawiadamiane są przez dzieci, nazywanymi w serialu agentami. Serial został wyprodukowany przez Open Mind Productions.  

## Fabuła
Supercyfry to animowane postacie od 0 do 9, które mieszkają w zwykłych sofach. Każdy odcinek składa się z takich samych elementów. Na początku odcinka niektóre Cyferki są zaangażowane w zabawę, która będzie miała znaczenie dla problemu, który później będą musieli rozwiązać. Następnie agent wzywa Cyferki na pomoc wraz z opisaniem problemu. Jedna bądź dwie Cyferki przechodzą do świata rzeczywistego aby rozwiązać problem, podczas gdy pozostałe Supercyfry w czasie ich pobytu obserwują ich postępy na ekranie.
Cyferki w czasie pobytu w świecie ludzi muszą zdiagnozować problem, przez badania i przy pomocy dodatkowych pomysłów agentów, którzy dzwonią do bazy, żeby je rozwiązać. Napotkane problemy najczęściej są spowodowane przez antagonistów; Problematyka, Pana Zagadki czy Cyfrokrada. Niekiedy problemu przysparzają najmłodsze Supercyfry, które uciekając z sofy za wszelką cenę chcą pomóc, nieumyślnie coś psując. Problemy rozwiązywane są przez maszynkę Łamiłebka. Po rozwiązaniu zadania Supercyfry powracają do bazy, odtwarzają to, co się wydarzyło na ekranie, a następnie wzywają widza do zastanowienia się nad tym problemem.
Wszystkie problemy skupiają się wokół pojęć matematycznych; program ma na celu stymulowanie zainteresowania młodych dzieci matematyką. 

## Obsada
- Dylan Robertson – Cyfry 0 i 1
- Robert Watson – Cyfra 2
- Alice Baker – Cyfra 3
- Jonathan Beech – Cyfra 4
- Laura Maasland – Cyfra 5
- Oliver Keogh – Cyfra 6
- Roz Ellis – Cyfry 7 i 9
- Harry Munday – Cyfra 8
- Bob Golding – 
  - Problematyk
  - Pan Zagadka
- Rachel Preece -
  - Niekształtek
  - Hultaj Chochla
- Ross Mullan – Cyfrokrad (występ live action)

## Bohaterowie

### Supercyfry

#### Główne
- Trzy – różowa Cyferka płci żeńskiej. Jest energiczna i wszędzie jej pełno. Bywa bardzo głośna i czasem przeszkadza innym Cyfrom. Uwielbia się bawić, a jej największym marzeniem jest udać się pewnego razu samemu na misję (z czasem udaje jej się to marzenie zrealizować). Posiada kolekcję pięknych rzeczy, czyli figur i brył geometrycznych. Podczas misji zwykle obsługuje maszynę Łamiłebka. Lubi przedrzeźniać Cyfrę Cztery.
- Cztery – granatowa Cyfra płci męskiej. Nie jest pewny siebie i często boi się, że nie podoła niektórym zadaniom. Najbardziej lubi przebywać w domowym zaciszu. Nie lubi hałasu i zamętu. Często bywa przedrzeźniany przez Cyfrę Trzy. Podczas misji zwykle obsługuje zwykle ekran, przez który Cyfry obserwują przebieg wydarzeń.
- Pięć – turkusowa Cyfra płci żeńskiej. Jest bardzo rozsądna i zawsze opanowana. W początkowych odcinkach często lata na misje z Cyfrą Trzy. W każdym odcinku pokazane są jej wyobrażenia potencjalnych skutków dalszych działań złoczyńców, jeśli Supercyfry ich nie pokonają. Kiedy Cyfra Cztery wylatuje na misje, Piątka obsługuje za niego ekran.
- Sześć – żółta Cyfra płci męskiej. Jest dobrze wysportowany i lubi wyzwania. Często decyduje o tym, kto wybierze się na misję. Lubi samochody. Jest liderem grupy. Uwielbia skakać.

#### Drugoplanowe
- Zero – limonkowa Cyferka płci męskiej. Najmłodszy z grupy. Jest bardzo młody i większość czasu spędza w kanapie. W jednym odcinku uciekł i zaczął sprawiać, że przedmioty znikały[1]. W innym odcinku razem z Cyfrą Jeden tworzył liczbę dziesięć, sprawiając, że przedmioty mnożyły się do dziesięciu[2]. Nie robił tego jednak umyślnie, nie rozumiał, że sprawia tym kłopoty. Zwykle nie mówi, czasem jedynie wydaje odgłosy lub wymawia pojedyncze wyrazy.
- Jeden – fioletowa Cyferka płci żeńskiej. Jest bardzo młoda i większość czasu spędza w kanapie. Czasami żyje we własnym świecie i skupia się wyłącznie na sobie. W pewnym odcinku uciekła z kanapy i zaczęła dodawać po jednym więcej do napotkanych przez siebie przedmiotów[3]. W innym odcinku razem z cyfrą zero tworzyła cyfrę dziesięć, sprawiając, że przedmioty mnożyły się do dziesięciu[2].
- Dwa – pomarańczowa Cyferka płci męskiej. Podobnie jak Cyfra Trzy, bywa głośny i nieznośny i czasem przeszkadza przez to innym. Potrafi wymawiać związki wyrazowe i proste zdania. Chciałby brać udział z innymi w misjach, ale musi jeszcze dorosnąć. Większość czasu spędza w kanapie. W jednym odcinku uciekł z niej i sprawiał kłopoty licząc nie po kolei[4].
- Siedem – czerwona Cyfra płci żeńskiej. Razem z Cyframi Osiem i dziewięć bierze udział w specjalnych misjach dla starszych Cyfr. Uwielbia malarstwo i kolory tęczy.
- Osiem – niebieska Cyfra płci męskiej. Razem z Cyframi Siedem i Dziewięć bierze udział w specjalnych misjach dla starszych Cyfr. Podobnie jak Cyfra Sześć, jest wysportowany i lubi skakać. Często wspiera Cyfrę Cztery.
- Dziewięć – zielona Cyfra płci żeńskiej. Najstarsza z grupy. Razem z Cyframi Siedem i Osiem bierze udział w specjalnych misjach dla starszych Cyfr. Podobnie jak Cyfra Pięć jest rozsądna i zawsze opanowana.

### Antagoniści
- Cyfrokrad (ang. The Numbertaker) – mężczyzna w białym kapeluszu i płaszczu. Zwykle kradnie rzeczy sprawiając, że jest ich mniej niż powinno, czasami jednak robi na odwrót - sprawia, że przedmiotów przybywa. W rękawach swojego płaszcza posiada przyrządy, które mu to ułatwiają. Nigdy nic nie mówi.
- Hultaj-Chochla (ang. Spooky Spoon) – fioletowa łyżka płci żeńskiej. Nosi żółte korale. Najczęściej miesza rzeczy tak, aby do siebie zupełnie nie pasowały. Jest gadatliwa i zapatrzona w siebie. Szczególnie nie lubi Cyfry Pięć.
- Niekształtek (ang. Shape Japer) – fioletowa postać płci męskiej (w wersji oryginalnej płci żeńskiej). Często zmienia swój kształt z kuli na sześcian i odwrotnie, okazjonalnie także na inne bryły. Zwykle zmienia kształty lub wymiary różnych przedmiotów. Nie mówi pełnymi zdaniami, śmieje się i wypowiada pojedyncze słowa.
- Pan Zagadka (ang. The Puzzler) – twarz z pomarańczowymi włosami i zarostem przypominającymi bańki oraz zielonymi okularami. Jest płci męskiej. Mówi wierszem. Uwielbia więzić Supercyfry w bańkach-pytańkach, z których mogą wyjść tylko jeśli rozwiążą zadaną przez niego zagadkę.
- Problematyk (ang. The Problem Blob) – zielona kula śluzu z wielkim okiem w środku. Pluje na około śluzem, który powoduje różne problemy.

### Agenci
Agenci to dzieci, które zgłaszają się do Supercyfr, kiedy zauważają, że ktoś ma kłopoty. Podpowiadają im też, jak rozwiązać problemy, z którymi Cyfry muszą się zmierzyć. Każdy agent ma własny numer, między 16 a 101.

## Wersja polska

### Seria pierwsza
Wersja polska: na zlecenie BBC Worldwide – Master Film
Reżyseria: Małgorzata Boratyńska
 Dialogi:
- Agnieszka Farkowska (odc. 3-4, 11-12, 14-16, 23-26, 28-34, 37, 39, 48)
- Tomasz Skurzyca (odc. 5-10, 13, 17-22, 27, 35-36, 38, 41-45)
- Elżbieta Jeżewska (odc. 40)

Dźwięk: Joanna Włodarczak
Montaż:
- Gabriela Turant-Wiśniewska (odc. 1-17)
- Paweł Siwiec (odc. 18-45, 48)

Kierownictwo produkcji: Agnieszka Wiśniowska
Teksty piosenek: Andrzej Brzeski i Janusz Onufrowicz
Opracowanie muzyczne: Piotr Gogol
W wersji polskiej wystąpili:
- Anna Apostolakis – Cyfry 0 i 7
- Elżbieta Kopocińska-Bednarek – Cyfry 1 i 3
- Krzysztof Szczerbiński – Cyfra 4
- Joanna Pach – Cyfra 5
- Grzegorz Drojewski – Cyfra 6
- Tomasz Bednarek – Cyfra 8
- Brygida Turowska – Cyfra 9
- Małgorzata Boratyńska – Cyfra 2
- Adam Krylik – Pan Zagadka
- Agnieszka Kunikowska – Hultaj Chochla
- Mieczysław Morański – Niekształtek

i inni
Piosenki śpiewali:
- Katarzyna Łaska
- Patrycja Tomaszewska
- Małgorzata Szymańska
- Monika Wierzbicka
- Dariusz Odija
- Adam Krylik
- Mieczysław Morański
- Wojciech Paszkowski

Lektorzy:
- Dariusz Odija (tytuł serialu - wszystkie odcinki, tyłówka - odc. 1-17)
- Bartosz Głogowski (tyłówka - odc. 18-45, 48)

### Seria druga (I wersja) + pierwszy odcinek specjalny
Wersja polska: Cabo

### Seria druga (II wersja)
Wersja polska: na zlecenie BBC Worldwide – Studio Eurocom
Wystąpili:
- Elżbieta Kopocińska – Cyfra 3
- Joanna Pach – Cyfra 5
- Krzysztof Szczerbiński – Cyfra 4
- Grzegorz Drojewski – Cyfra 6
- Aleksander Mikołajczak – Problematyk
- Brygida Turowska – Cyfra 9
- Tomasz Bednarek – Cyfra 8
- Anna Apostolakis – Cyfry 0, 1, 2 i Hultaj Chochla
- Katarzyna Łaska – Cyfra 7
- Wojciech Machnicki –  
  - Niekształtek
  - Pan Zagadka

Reżyseria: Ewa Kania
Tekst: Beata Marchand
Realizacja dźwięku: Mieszko Mahboob
Kierownictwo produkcji: Ewa Borek
Lektor: Zbigniew Borek

## Spis odcinków
| N/o               | Polski tytuł                  | Angielski tytuł                  | Supercyfra | Wróg                                    |
| ----------------- | ----------------------------- | -------------------------------- | ---------- | --------------------------------------- |
|                   |                               |                                  |            |                                         |
| SERIA PIERWSZA    |                               |                                  |            |                                         |
|                   |                               |                                  |            |                                         |
| 01                | Kłopoty z Zerem               | The Trouble With Nothing         | 0, 6       | brak                                    |
|                   |                               |                                  |            |                                         |
| 02                | Długo, coraz dłużej           | Going Wrong, Going Long          | 4          | Problematyk                             |
|                   |                               |                                  |            |                                         |
| 03                | Dzisiaj kula, jutro sześcian  | Sphere Today, Gone Tomorrow      | 6          | Niekształtek                            |
|                   |                               |                                  |            |                                         |
| 04                | Przybywa Pan Zagadka          | In, Out, Shake It All About      | 3, 5       | Pan Zagadka                             |
|                   |                               |                                  |            |                                         |
| 05                | Jeszcze raz!                  | One More Time                    | 1, 4       | brak                                    |
|                   |                               |                                  |            |                                         |
| 06                | Tu trzeba pomyśleć            | Forward Thinking                 | 6          | Problematyk                             |
|                   |                               |                                  |            |                                         |
| 07                | Siedem cudów                  | Seven Wonders                    | 4, 7       | Pan Zagadka                             |
|                   |                               |                                  |            |                                         |
| 08                | Wielki ciężar                 | Getting Heavy                    | 3, 5       | Hultaj Chochla                          |
|                   |                               |                                  |            |                                         |
| 09                | Piątko, pomóż!                | Belongings                       | 5          | Hultaj Chochla                          |
|                   |                               |                                  |            |                                         |
| 10                | Czwórka to równy gość!        | 4 He's A Jolly Good Fellow       | 4          | Cyfrokrad                               |
|                   |                               |                                  |            |                                         |
| 11                | Sztuczki Niekształtka         | Boxing Day                       | 6          | Niekształtek                            |
|                   |                               |                                  |            |                                         |
| 12                | Hultaj rozrabiaka             | Out Of Order                     | 5          | Hultaj Chochla                          |
|                   |                               |                                  |            |                                         |
| 13                | Dziewięć żyć                  | Nine Lives                       | 3, 6, 9    | Pan Zagadka                             |
|                   |                               |                                  |            |                                         |
| 14                | Kłopoty z Cyfrokradem         | Takeaway                         | 4          | Cyfrokrad                               |
|                   |                               |                                  |            |                                         |
| 15                | Formuła                       | The Cuck-Cuck-Cuck-Oo-Oo-Oo Bird | 5          | Pan Zagadka                             |
|                   |                               |                                  |            |                                         |
| 16                | Wszystko idzie nie tak        | Stop And Go                      | 6          | Hultaj Chochla                          |
|                   |                               |                                  |            |                                         |
| 17                | Kolory                        | Off Colour                       | 4          | Hultaj Chochla                          |
|                   |                               |                                  |            |                                         |
| 18                | Podzielić na pół              | A Game Of Two Halves             | 4          | Niekształtek                            |
|                   |                               |                                  |            |                                         |
| 19                | Tak się nie da liczyć         | Out For The Count                | 2, 6       | brak                                    |
|                   |                               |                                  |            |                                         |
| 20                | Wypełnić puste miejsca        | The Container Drainer            | 3, 5       | Pan Zagadka                             |
|                   |                               |                                  |            |                                         |
| 21                | Kłopoty z dziesiątką          | Tens Moments                     | 0, 1, 5    | brak                                    |
|                   |                               |                                  |            |                                         |
| 22                | Trzy dobre uczynki            | 3 Things Good                    | 3          | Niekształtek                            |
|                   |                               |                                  |            |                                         |
| 23                | Mów, o co ci chodzi           | Say What You Mean                | 4          | Problematyk                             |
|                   |                               |                                  |            |                                         |
| 24                | Brak                          | One Won                          | 1, 6       | Cyfrokrad                               |
|                   |                               |                                  |            |                                         |
| 25                | Skomplikowane Szóstki         | Tricky Sixes                     | 6          | Cyfrokrad                               |
|                   |                               |                                  |            |                                         |
| 26                | Misja czwórki                 | May The Fours Be With You        | 4          | Niekształtek                            |
|                   |                               |                                  |            |                                         |
| 27                | Najlepsza ocena               | Best Estimate                    | 5          | Problematyk                             |
|                   |                               |                                  |            |                                         |
| 28                | Brak                          | On And Off                       | 4          | Hultaj Chochla                          |
|                   |                               |                                  |            |                                         |
| 29                | Od zera do bohatera           | Zero The Hero                    | 1 – 9      | brak                                    |
|                   |                               |                                  |            |                                         |
| 30                | Zamieszanie                   | Bad Circles                      | 6          | Niekształtek                            |
|                   |                               |                                  |            |                                         |
| 31                | Brak                          | Famous Fives                     | 5          | Pan Zagadka                             |
|                   |                               |                                  |            |                                         |
| 32                | Równy podział                 | Fair Shares                      | 6          | Problematyk                             |
|                   |                               |                                  |            |                                         |
| 33                | Brak                          | Being 3                          | 3          | Cyfrokrad                               |
|                   |                               |                                  |            |                                         |
| 34                | Brak                          | Into The Teens                   | 4          | Cyfrokrad                               |
|                   |                               |                                  |            |                                         |
| 35                | Brak                          | Slide And Turn                   | 5          | Niekształtek                            |
|                   |                               |                                  |            |                                         |
| 36                | Brak                          | Six Of One                       | 6          | Problematyk                             |
|                   |                               |                                  |            |                                         |
| 37                | Kłopoty z czasem              | Time Trouble                     | 5          | Hultaj Chochla                          |
|                   |                               |                                  |            |                                         |
| 38                | Raz, dwa, trzy, start         | 1, 2, 3, Go                      | 3, 9       | Pan Zagadka                             |
|                   |                               |                                  |            |                                         |
| 39                | Więcej czwórek                | More 4                           | 4          | Niekształtek                            |
|                   |                               |                                  |            |                                         |
| 40                | Prawie jak człowiek           | Almost Human                     | 4          | Problematyk                             |
|                   |                               |                                  |            |                                         |
| 41                | Dwa, cztery, sześć, osiem     | Two, Four, Six, Eight            | 6, 8       | Cyfrokrad                               |
|                   |                               |                                  |            |                                         |
| 42                | Ciągle w kółko                | Round And Round                  | 5          | Problematyk                             |
|                   |                               |                                  |            |                                         |
| 43                | Kwadratowy taniec             | Square Dancing                   | 1, 4, 9    | Niekształtek                            |
|                   |                               |                                  |            |                                         |
| 44                | Dzień danych                  | Data Day                         | 3          | Hultaj Chochla                          |
|                   |                               |                                  |            |                                         |
| 45                | brak                          | How? What? Check!                | 5          | Pan Zagadka                             |
|                   |                               |                                  |            |                                         |
| ODCINKI SPECJALNE |                               |                                  |            |                                         |
|                   |                               |                                  |            |                                         |
| S1                | Odliczanie do Świąt           | Counting Down To Christmas       | 5, 6       | Hultaj Chochla, Cyfrokrad, Niekształtek |
|                   |                               |                                  |            |                                         |
| S2                | brak polskiej wersji          | Seaside Adventure                | 1-4, 6-9   | wszyscy wrogowie                        |
|                   |                               |                                  |            |                                         |
| SERIA DRUGA       |                               |                                  |            |                                         |
|                   |                               |                                  |            |                                         |
| 46                | Do góry nogami                | Ups and Downs                    | 1, 4, 8    | Hultaj Chochla                          |
|                   |                               |                                  |            |                                         |
| 47                | W ciągłym ruchu               | On the Move                      | 5          | Problematyk                             |
|                   |                               |                                  |            |                                         |
| 48                | Coś na kształt                | Very Shapely                     | 6          | Niekształtek                            |
|                   |                               |                                  |            |                                         |
| 49                | Znajdź schemat                | Wee Three Phone Home             | 3, 7, 8, 9 | Pan Zagadka                             |
|                   |                               |                                  |            |                                         |
| 50                | Zauważyliście coś?            | Did You Notice Anything?         | 4          | Cyfrokrad                               |
|                   |                               |                                  |            |                                         |
| 51                | Pomiary                       | Measured Response                | 6          | Niekształtek                            |
|                   |                               |                                  |            |                                         |
| 52                | Pomyśl jeszcze raz            | Think Again                      | 5          | Hultaj Chochla                          |
|                   |                               |                                  |            |                                         |
| 53                | Liczcie dalej                 | Carry On Counting                | 6          | Problematyk                             |
|                   |                               |                                  |            |                                         |
| 54                | Pozyskiwanie informacji       | A Record In The Charts           | 4          | Pan Zagadka                             |
|                   |                               |                                  |            |                                         |
| 55                | Połowa sukcesu                | Half Time                        | 4          | Cyfrokrad                               |
|                   |                               |                                  |            |                                         |
| 56                | Rzeczy posuwają się za daleko | A Close Thing                    | 6          | Problematyk                             |
|                   |                               |                                  |            |                                         |
| 57                | Walce tańczą walca            | A Circle at Both Ends            | 5          | Niekształtek                            |
|                   |                               |                                  |            |                                         |
| 58                | Coś tu się nie zgadza         | Matchmaking                      | 3          | Cyfrokrad                               |
|                   |                               |                                  |            |                                         |
| 59                | Granie w grupowanie           | A Different Sort                 | 4          | Hultaj Chochla                          |
|                   |                               |                                  |            |                                         |
| 60                | Pomiary bez miary             | Areas of Concern                 | 6          | Pan Zagadka                             |
|                   |                               |                                  |            |                                         |
| 61                | Aaalergia                     | The Dreaded Lurgi                | 5          | Problematyk                             |
|                   |                               |                                  |            |                                         |
| 62                | Zdarzenia z dzielenia         | Fraction Fiction                 | 3          | Niekształtek                            |
|                   |                               |                                  |            |                                         |
| 63                | Dzień i noc                   | Interesting Times                | 3, 4, 5, 6 | Hultaj Chochla                          |
|                   |                               |                                  |            |                                         |
| 64                | Brak                          | More Ways Than One               | 4, 8       | Pan Zagadka                             |
|                   |                               |                                  |            |                                         |
| 65                | Brak                          | Hundreds and Thousands           | 6          | Cyfrokrad                               |

## Nagrody i nominacje
| Rok  | Plebiscyt                       | Kategoria                                  | Wynik   |
| ---- | ------------------------------- | ------------------------------------------ | ------- |
| 2006 | Royal Television Society Awards | program edukacyjny (odcinek Nine Lives)    | Wygrana |
| 2007 | Royal Television Society Awards | program edukacyjny (odcinek Zero the Hero) | Wygrana |